# 板本麻見
板本 麻見（いたもと まみ）は、日本の元バレリーナ、振付師。近年では能楽家としても舞台などで活動している。

## 略歴
2歳半よりクラシックバレエを始める。後に飯ヶ屋守康・布施紀子のもとでフラメンコのカンテとバイレを学ぶ。